# 東亜青年連盟
東亜青年連盟（とうあせいねんれんめい、旧字体：東亞靑年聯盟、ビルマ語: အာရှလူငယ် အစည်းအရုံး）は、1942年6月2日、日本軍政下ビルマにおいて設立された青少年組織である。日本軍によって戦争協力組織として設立されたが、のちに独立運動勢力である反ファシスト人民自由連盟に発展解消した。

## 歴史

### 設立
日中戦争の開戦後、日本軍は援蒋ルートを寸断すべく、現地のナショナリストを活用しながら英領ビルマを自らの版図に置くべく画策していた。1940年には軍傘下の南機関によってタキン・アウンサンら「30人の同志」の軍事訓練がおこなわれ、1941年に太平洋戦争がはじまると、彼らを中心とするビルマ独立義勇軍が設立せしめられた。1942年2月には日本軍による本格的なビルマ攻略がはじまり、同年5月には同国の全土が日本の勢力下に入った。
日本軍は本国の大日本青少年団、満州の協和青年団など、各地で戦争協力のための青少年組織を結成しており、『ビルマ軍政史』いわく「青年ヲシテ挙ゲテ大東亜戦争二協力セシメ、且ツ全原住民ノ推進母体タラシム」ため、また「全緬甸原住民ノ戦時思想ノ善導二重メル」ため、英領ビルマにおいても同様の組織の設立が図られた。東亜青年連盟の設立構想は、日本軍の永代秀晃・川内文一・友田光男らがラングーン大学学生同盟のコッパジャンと面会したことを契機としてはじまったものであり、3月に彼がアウンサン、タントゥン、コッドフマインらタキン党の幹部と会談し、戦時下の住民の支援を目的とする組織の設立について合意を形成した。5月には第十五軍政部・中田大佐の承諾を受け、組織は6月2日に成立した。先述したように、日本側は戦争協力機関として東亜青年連盟を構築していたが、組織の規約においてはそうした企図は表に現れず、ビルマの独立・進歩のための機関としての性質が強調された。

### 展開
『ビルマ軍政史』によれば、1943年中旬時点で東亜青年連盟の加入者数は2万人であり、武島良成はミャンマー側の資料として残る会員の身分証明書などから、その最終的な加入者数は5万人程度になるであろうと推計している。同組織は活発であり、敵陣営である英領ビルマ総督のレジナルド・ドーマン＝スミスは1944年、日本のビルマ統治はおおむね失敗しているものの、東亜青年連盟が事実上統治機能を担っていると報告している。また、武島の1996年の報告によれば、ミャンマーの国定教科書においても、日本軍の統治については否定的ながらも同組織が社会活動・組織活動に有益であったことを認めている。
ビルマ人民の間で日本人に対する不信感が強まると、彼らの間では対日組織を設立する機運が生まれた。全ビルマ青年連盟、のちに反ファシスト人民自由連盟として知られるようになる組織の設立にあたって、東亜青年連盟は主要な母体のひとつとして機能した。1945年5月、ヤンゴンで同組織と交渉したイギリス軍のリンドップ准将は、全ビルマ青年連盟の異称として東亜青年連盟（英語: East Asia Youth League）の名前を記録している。友田光男の述懐によれば「全ビルマ青年連盟」という組織名は東亜青年連盟の組織時にビルマ側担当者が希望したものでもあり、武島は「日本軍が敗退したために、元来の希望に沿った名前にしたと考えるのが自然だろう」と述べている。